# 洛浦县良种场
洛浦县良种场，是中华人民共和国新疆维吾尔自治区和田地區洛浦县下辖的一个类似乡级单位。

## 行政区划
洛浦县良种场下辖以下地区：
虚拟良种场一分队。